# イングロリアス・バスターズ (サウンドトラック)
『イングロリアス・バスターズ オリジナル・サウンドトラック』は、クエンティン・タランティーノの映画『イングロリアス・バスターズ』のサウンドトラックである。2009年8月18日に発売された。マカロニウエスタンのサウンドトラック、R&B、デヴィッド・ボウイの「キャットピープル」など、様々なジャンルの曲が入っている。

## トラックリスト
1. 遙かなるアラモ The Green Leaves of Summer - ニック・ペリート
2. ザ・バーディクト (ドーポ・ラ・コンダンナ) The Verdict (La Condanna) - エンニオ・モリコーネ
3. 白熱 (メイン・テーマ) White Lightning (Main Title) - チャールズ・バーンスタイン
4. スローター Slaughter - ビリー・プレストン
5. ザ・サレンダー (ラ・レーサ) The Surrender (La resa) - エンニオ・モリコーネ
6. 荒野の1ドル銀貨 Un Dollaro Bucato - ジャンニ・フェッリオ
7. ダフォン・ゲーテ・ディ・ヴェルト・ニヒト・ウンター Davon geht die Welt nicht unter - ツァラー・レアンダー
8. ザ・マン・ウィズ・ザ・ビッグ・ソンブレロ The Man with the Big Sombrero - サマンサ・シェルトン & ミヒャエル・ローター
9. イヒ・ヴォルト・イヒ・ヴァエー・アイン・フーン Ich wollt, ich wär ein Huhn - リリアン・ハーヴェイ & ヴィリー・フリッチ
10. 戦争プロフェッショナル (メイン・テーマ) Main Theme from Dark of the Sun - ジャック・ルーシェ
11. キャット・ピープル Cat People (Putting Out Fire) - デヴィッド・ボウイ
12. タイガー・タンク Tiger Tank - ラロ・シフリン
13. ウン・アミーコ Un Amico - エンニオ・モリコーネ
14. ラッビア・エ・タランテッラ Rabbia e Tarantella - エンニオ・モリコーネ

## サウンドトラック盤未収録曲
1. L'incontro Con La Figlia - エンニオ・モリコーネ
2. Il Mercenario (ripresa) - エンニオ・モリコーネ
3. Algiers November 1, 1954 - エンニオ・モリコーネ & ジッロ・ポンテコルヴォ
4. Hound Chase (intro) - チャールズ・バーンスタイン
5. The Saloon (from Al Di Là Della Legge) - リズ・オルトラーニ
6. Bath Attack - チャールズ・バーンスタイン
7. Claire's First Appearance - ジャック・ルーシェ
8. The Fight - ジャック・ルーシェ
9. Mystic and Severe - エンニオ・モリコーネ
10. The Devil's Rumble - デイヴィ・アラン & ジ・アロウズ
11. What'd I Say - レア・アース
12. Zulus - エルマー・バーンスタイン
13. Eastern Condors - ティン・ヤット・チョン
14. Titoli - アンジェロ・フランチェスコ・ラヴァニーノ

## スタッフ
- クエンティン・タランティーノ – エグゼクティブ・プロデューサー
- マリー・ラモス – ミュージック・スーパーバイザー
- ローレンス・ベンダー、ピラー・サボーン、ホリー・アダムス - サウンドトラック・プロデューサー